# Struttura resistente

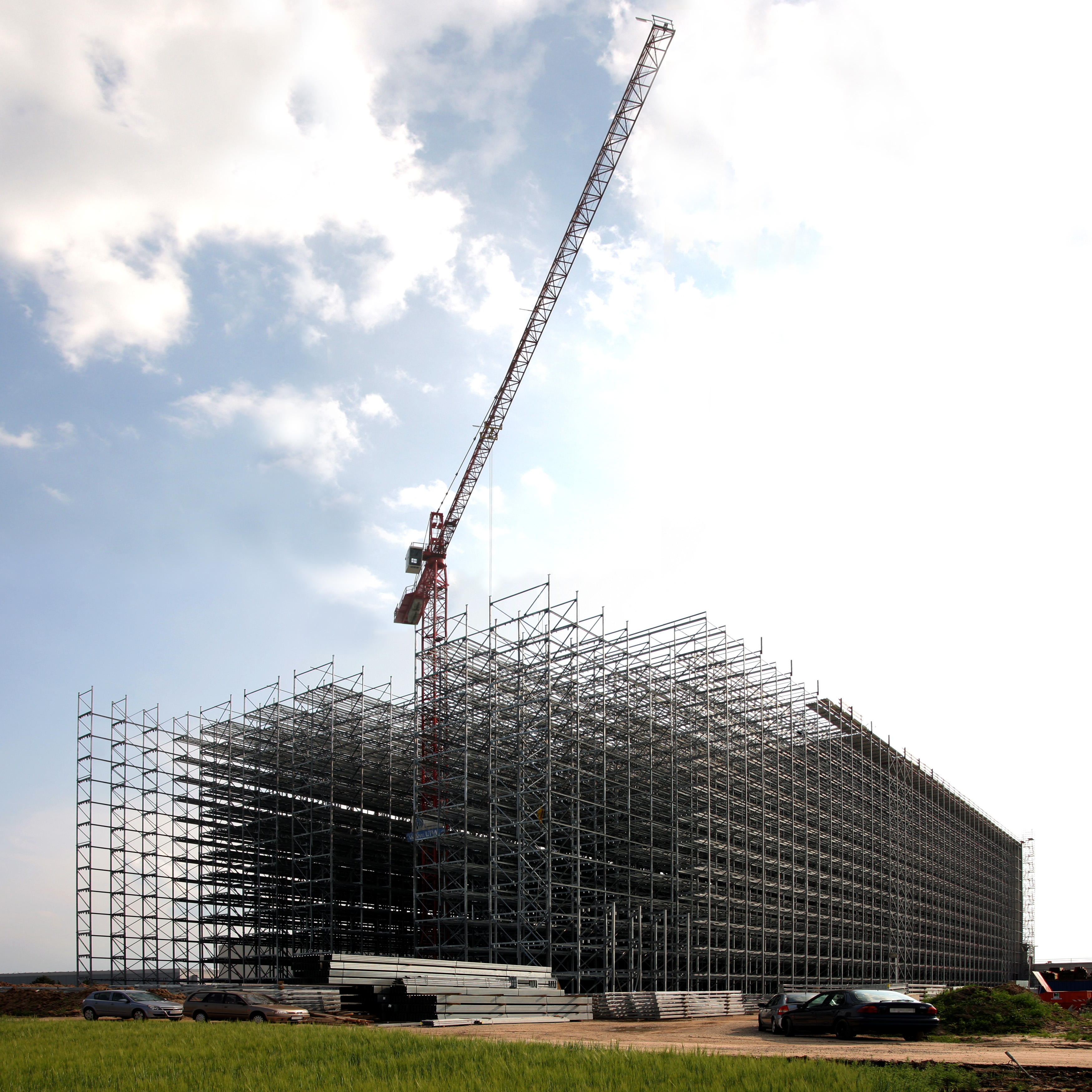
Costruzione di un edificio a struttura portante in acciaio

La struttura resistente (o struttura edilizia), in edilizia, indica una struttura edile di una costruzione espressamente destinata ad assorbire il carico strutturale e le azioni esterne cui il manufatto è soggetto durante tutta la sua vita di esercizio.
L’enciclopedia Treccani definisce la struttura edilizia anche come “l’insieme degli elementi costruttivi costituenti l’ossatura di un fabbricato o di un manufatto”.

## Descrizione

### Definizione generale
Con una definizione più generale, si può chiamare struttura un corpo che, durante tutto il periodo della sua vita utile, per assicurare i livelli prestazionali prefissati, è destinato ad essere soggetto ad un sistema di forze, in equilibrio fra loro, ma applicate in punti diversi, mentre si definisce elemento strutturale una porzione di detto corpo il cui comportamento reale, generalmente assai complesso, sia tuttavia esprimibile mediante formule dirette, caratteristiche di un modello semplice, comunemente denominato elemento finito.

### Tipologia delle strutture edili

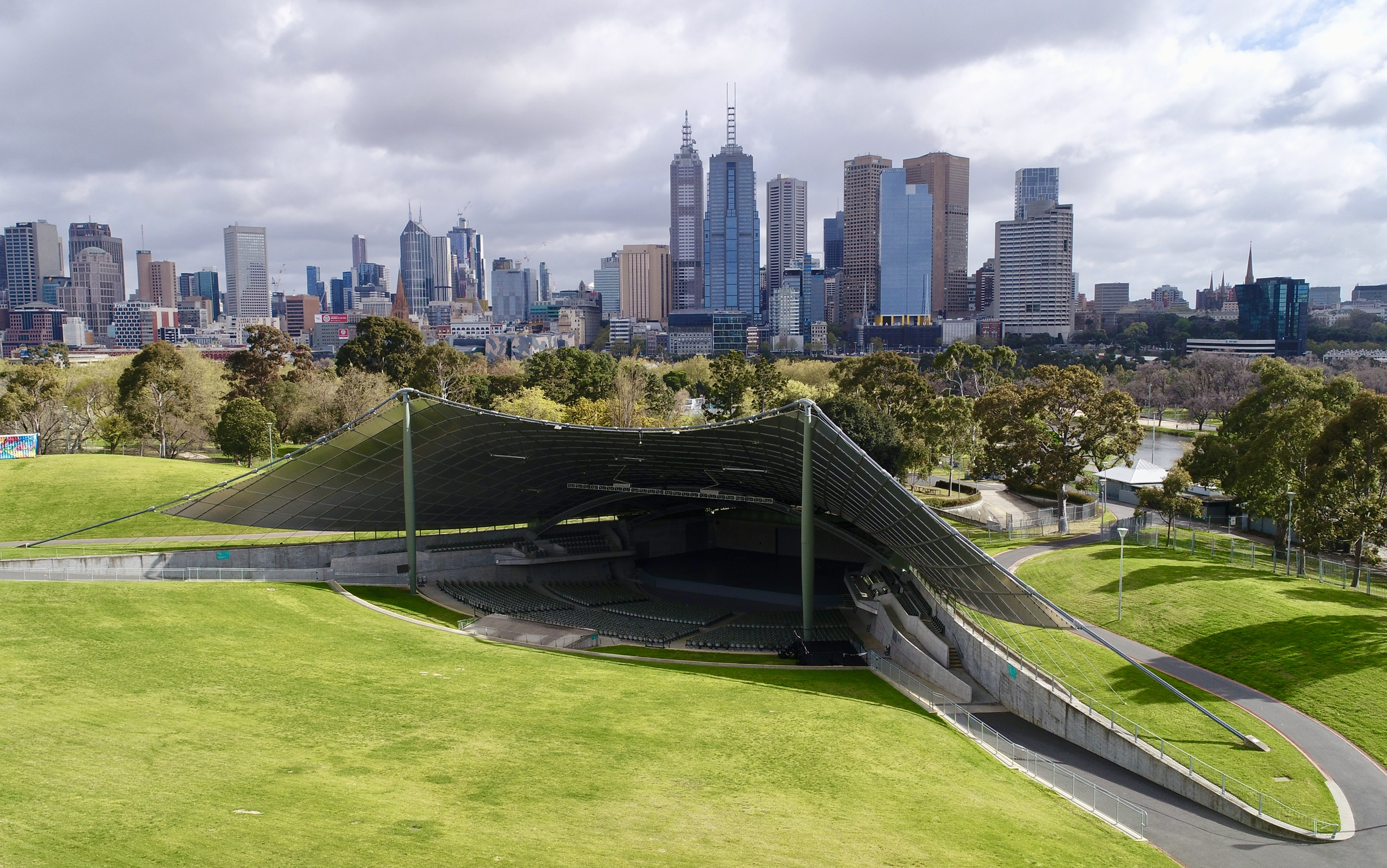
Esempio di tensostruttura: Il Sidney Myer Music Bowl di King's Domain, Melbourne

La struttura può essere costituita da singoli elementi strutturali quali pilastri e travi, o dall'assemblaggio di tali elementi strutturali. 
Fanno parte delle strutture complesse le strutture intelaiate (telai) che formano l'ossatura di un edificio, gli impalcati dei ponti, le travature reticolari, ecc. 
I telai costituiscono sicuramente, per ragioni storiche e di importanza pratica, la struttura per eccellenza. 
Negli schemi di telaio più comuni, dotati di regolarità geometrica, si distinguono vari ordini di pilastri e travi.
Strutture particolari, i cui elementi costituenti principali sono soggetti prevalentemente a sforzo di trazione, vengono nominate tensostrutture.

### Materiali costituenti

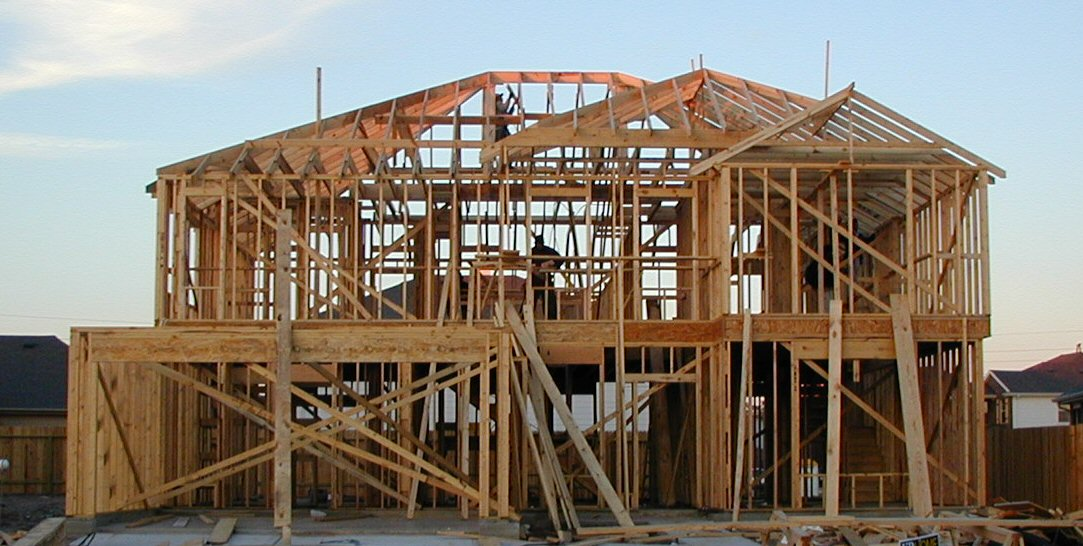
Costruzione di un edificio con struttura portante in legno

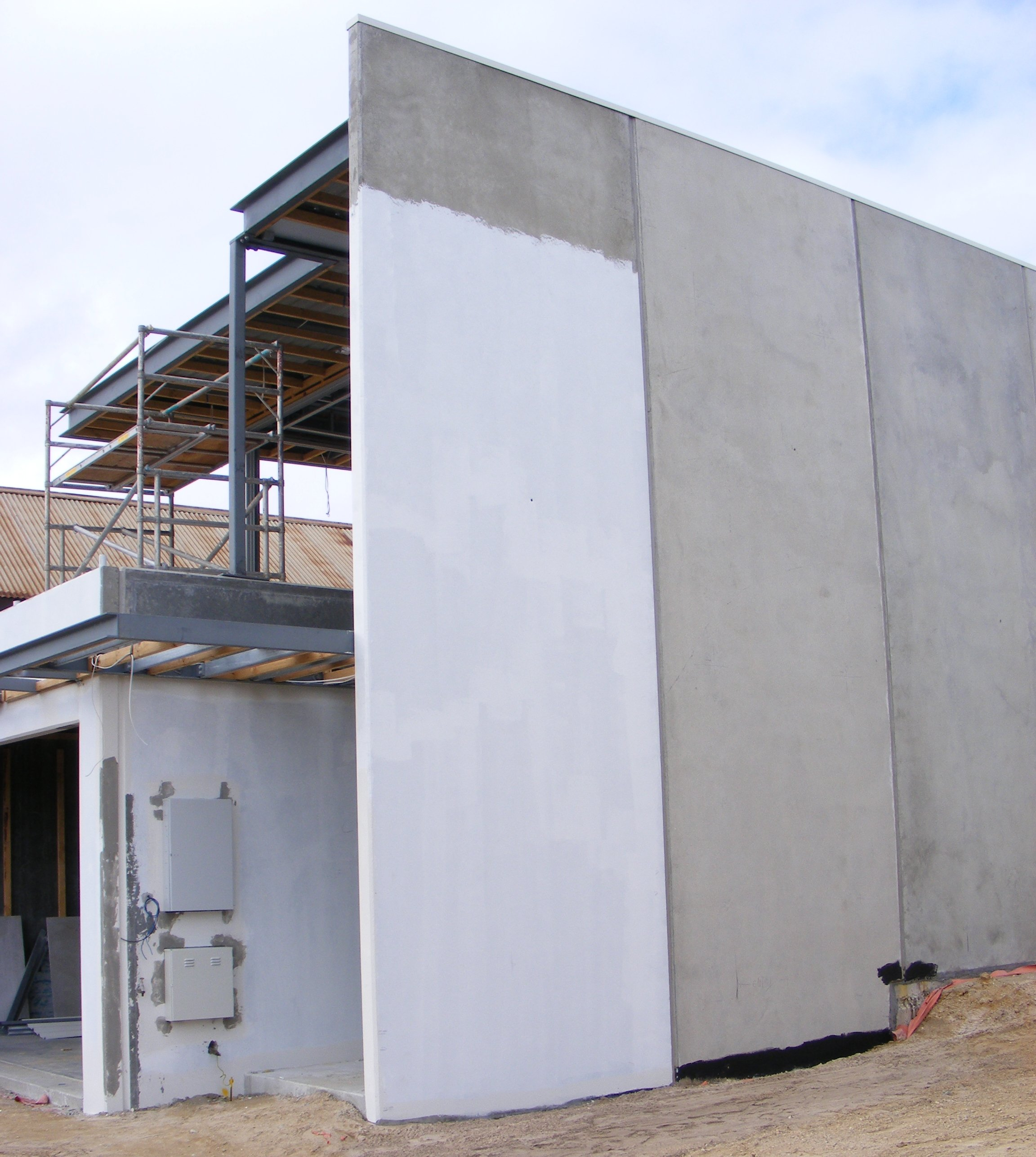
Utilizzo di pannelli in cemento armato prefabbricati

In base ai materiali utilizzati per la realizzazione delle strutture si possono avere:
- strutture in muratura portante;
- strutture in cemento armato (gettato in opera e/o con elementi prefabbricati in c.a. o c.a.p.);
- strutture in legno;
- strutture in acciaio;
- strutture miste (dall'impiego contemporaneo di due o più materiali).

### Caratteristiche generali

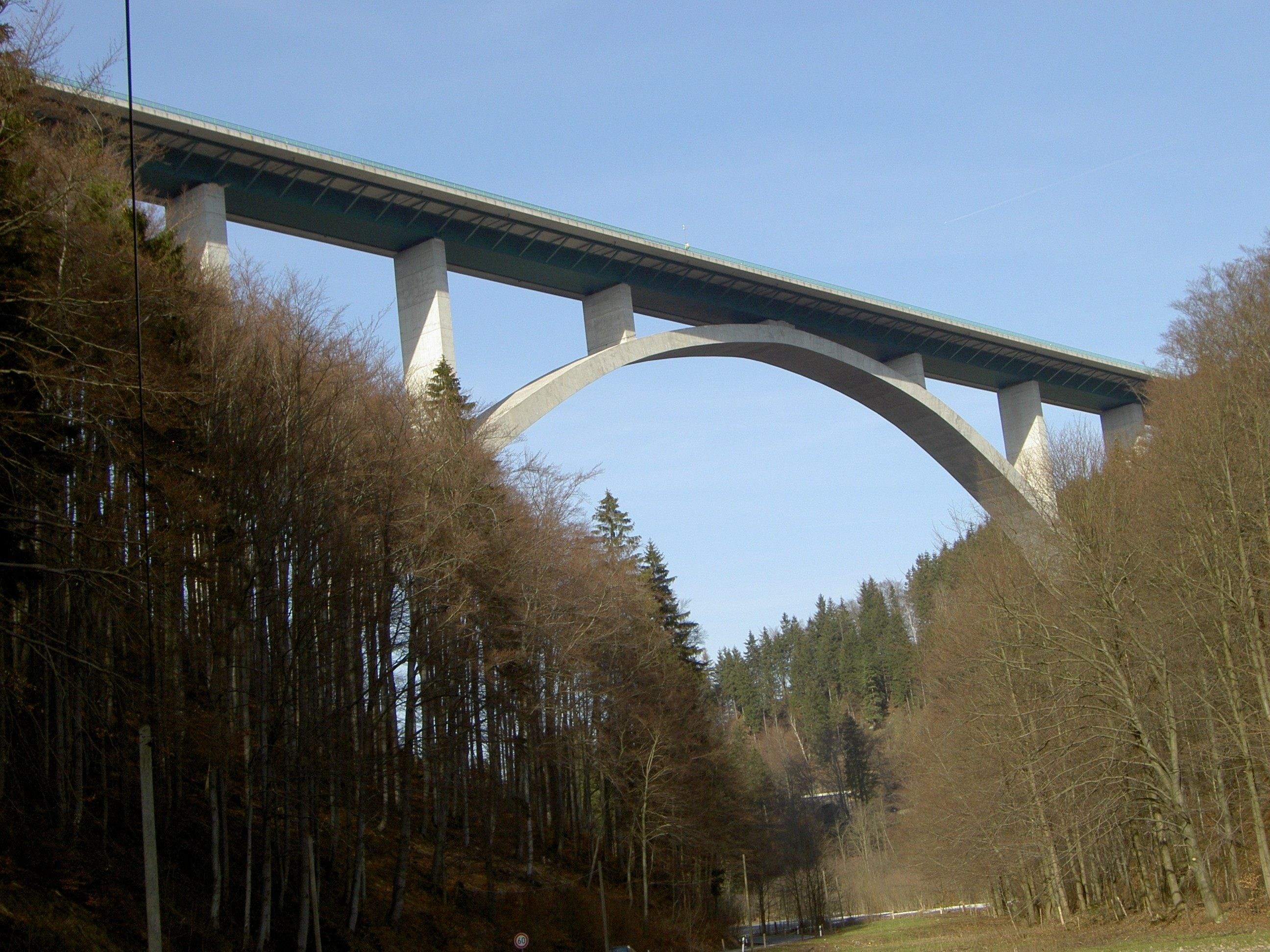
Ponte ad arco in calcestruzzo armato

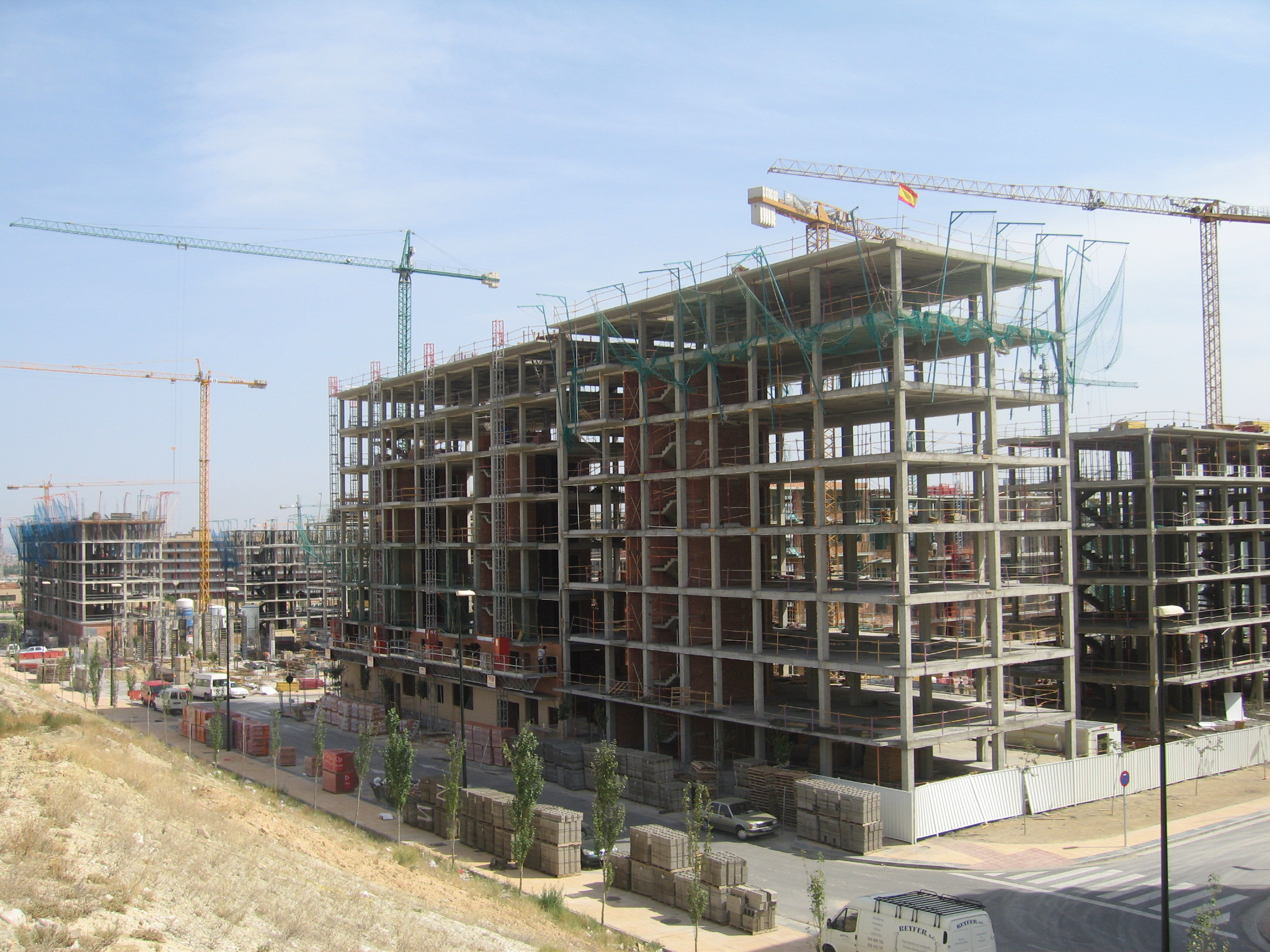
Costruzione di un edificio con struttura portante in calcestruzzo armato.

Le strutture portanti devono fornire alla costruzione adeguati livelli di:
- resistenza;
- efficienza;
- durabilità;
- robustezza.

Un efficiente comportamento strutturale, con specifico riferimento ai telai, è conseguenza di una concezione della costruzione basata su:
- semplicità strutturale;
- uniformità e simmetria;
- iperstaticità (ridondanza e robustezza);
- resistenza e rigidezza flessionali della costruzione nel suo complesso secondo due direzioni ortogonali;
- resistenza e rigidezza torsionale della costruzione;
- resistenza e rigidezza dei solai nel loro piano;
- adeguatezza delle fondazioni.

## Principi della progettazione strutturale

Costruzione di un edificio realizzato con pannelli prefabbricati

I principi basilari per la progettazione di una struttura si possono riassumere nei seguenti 10 punti:
- 1) la struttura deve essere leggera.
- 2) le componenti non strutturali devono essere leggere.

Le sollecitazioni strutturali sono in gran parte legate al peso dell'edificio.

Si pensi, ad esempio, che nel caso degli edifici a molti piani i carichi verticali (pesi propri, sovraccarichi permanenti e variabili) costituiscono il complesso delle azioni di solito determinanti ai fini del dimensionamento strutturale.

Per i fabbricati a struttura portante in calcestruzzo armato, l'incidenza dei pesi propri sul peso totale della struttura (comprensivo quindi dei carichi variabili) è elevata è può variare fra il 30% e il 50%.

Analoghe considerazioni valgono per le sollecitazioni derivanti dall'azione sismica, direttamente dipendenti dalle masse poste in vibrazione dal moto del terreno.

È comunque da precisare che non sempre il peso proprio fornisce alla struttura sollecitazioni a svantaggio della sua stabilità. In alcuni casi, anzi, il peso strutturale viene utilizzato per assicurare l'equilibrio alla costruzione (dighe a gravità, muri di sostegno).
- 3) l'edificio e la sua struttura portante devono essere semplici, simmetrici e regolari, sia in pianta che in elevazione.

In tal modo, in occasione di azioni sismiche, si previene l'insorgere di significative forze torsionali, evitando valori del rapporto altezza - larghezza e grandi dimensioni dell'area della pianta dell'edificio.

Ulteriore punto da evidenziare riguarda gli effetti dell'irregolarità della costruzione sugli scarichi in fondazione. Infatti una distribuzione non uniforme di questi ultimi può contribuire a imporre sulla struttura cedimenti differenziali, spesso causa di fastidiosi malfunzionamenti nella struttura e/o negli elementi di completamento. La soluzione a tutti questi problemi può essere facilmente ottenuta suddividendo un edificio a pianta irregolare in tanti corpi distinti, ciascuno dei quali caratterizzato da regolarità e simmetria.
- 4) l'edificio e la sua struttura portante devono avere una distribuzione uniforme e continua di massa, rigidezza e resistenza.

Infatti durante l'evento sismico, nello scuotere l'edificio, il moto del terreno ricerca le parti più deboli di una struttura per evidenziarle e danneggiarle. Queste situazioni di debolezza sono solitamente create da cambi repentini nella rigidezza, resistenza e duttilità e i loro effetti sono accentuati da una cattiva distribuzione delle masse reattive. Un tipico esempio è fornito dal caso di edifici con piano soffice.
- 5) la struttura deve avere luci contenute e devono inoltre essere evitati lunghi sbalzi.
- 6) gli elementi non strutturali possono essere separati dalla struttura portante, in modo da non interagire con essa, o in alternativa possono essere integrati con la struttura.

Nel secondo caso la struttura deve avere una sufficiente rigidezza laterale e deve inoltre mostrare un comportamento isteretico di tipo stabile (stabile nella resistenza, rigidezza e deformabilità), in presenza di deformazioni cicliche ripetute. Più rigida è la struttura meno sensibile essa sarà nei confronti dell'iterazione con gli elementi non strutturali e questo eviterà la non desiderata rottura degli elementi non strutturali con essa interagenti. Un esempio di questo fenomeno è la formazione delle lesioni a croce di S. Andrea che si formano nei muri di tompagno di un edificio a telaio a seguito di un evento sismico.
- 7) i dettagli strutturali devono essere progettati in modo tale che le deformazioni inelastiche siano delimitate e controllate solo in determinate regioni all'interno della struttura e secondo prefissate gerarchie.
- 8) La struttura deve possedere il maggior numero di linee di difesa (ridondanza).

La struttura deve essere composta da differenti sottosistemi strutturali resistenti che interagiscono tra di loro o che sono interconnessi da elementi strutturali di elevata resistenza ed il cui comportamento inelastico possa permettere all'intera struttura di trovare la via per evitare fasi catastrofiche nella sua risposta (duttilità, resistenza, comportamento ciclico stabile, gerarchia delle resistenze, distribuzione delle plasticizzazioni in un numero sufficientemente alto di elementi strutturali.
- 9) la struttura deve mostrare un bilanciamento tra rigidezza e resistenza per quanto riguarda gli elementi che la compongono, le connessioni e i vincoli.

È inutile prevedere l'adozione di elementi resistenti, rigidi e duttili, se essi non sono propriamente utilizzati e, infine, connessi.
Le zone più duttili vengono dimensionate per essere sacrificate (plasticizzandosi) a protezione delle regioni fragili le quali sono vincolate a restare in campo elastico.
- 10) la resistenza e la rigidezza della struttura devono essere compatibili con quelle del terreno di fondazione.